# Cypraea robertsi
Cypraea robertsi är en snäckart som beskrevs av Hidalgo 1906. Cypraea robertsi ingår i släktet Cypraea och familjen Cypraeidae. Inga underarter finns listade i Catalogue of Life.